# Eleccions legislatives de Guinea Bissau de 2019
El 10 de març de 2019 es van celebrar eleccions legislatives a Guinea Bissau. Inicialment, estaven previstes per al 18 de novembre de 2018 després d'un acord mediat per la CEDEAO entre el president José Mário Vaz i l'oposició l'abril de 2018, però el cens electoral no es va completar fins al 20 de novembre, i el primer ministre Aristides Gomes va proposar posteriorment el 16 de desembre, el 30 de desembre o el 27 de gener de 2019 com a possibles dates alternatives. La data de les eleccions es va fixar després d'un decret presidencial publicat el desembre de 2018.
El Partit Africà per la Independència de Guinea i Cap Verd (PAIGC) va obtenir 47 dels 102 escons i va continuar sent el partit majoritari. Encara que la seva pèrdua de deu escons va donar lloc a un parlament indecís, els acords preelectorals amb l'Assemblea del Poble Unit (cinc escons), el Partit de la Nova Democràcia (un escó) i la Unió pel Canvi (un escó) van donar a la coalició liderada pel PAIGC una majoria de sis escons en l'Assemblea Nacional Popular.

## Sistema electoral
Els 102 diputats de l'Assemblea Nacional Popular van ser triats per dos mètodes: 100 per llista tancada de representació proporcional de 27 circumscripcions plurinominals i dues de circumscripcions uninominals que representen a ciutadans expatriats a Àfrica i Europa.